# Сачбагли-султан
Лейла́ Сачбагли́-султа́н (тур. Saçbağli Sultan; 1629, Стамбул — 1694, там же) — наложница османского султана Ибрагима I (носила титул хасеки) и мать двоих его детей.

## Биография
Имела черкесское происхождение. Родилась в семье Ахмета Бирхана Мирзы. У Лейлы был брат Хасан-паша и сестра Хубьяр-хатун. Тётка Лейлы, Шекерпаре-хатун, стала женой одного из мусахибов. В раннем возрасте Лейла попала в гарем султана Ибрагима I, от которого родила двоих детей: шехзаде Селима (19 марта 1644 — октябрь 1669) и Биджан-султан (1648—1675).
В августе 1648 года Ибрагим I был свергнут и через несколько дней убит. Сачбагли вместе с детьми и другими наложницами Ибрагима была выслана в Старый дворец. Лейла Сачбагли-султан умерла вероятно в 1694 году в Стамбуле и была похоронена в тюрбе Ибрагима I в мечети Ая-Софья.